# Santa Maria Val Müstair
Santa Maria Val Müstair (, toponimo romancio; in romancio anche Soncha Maria, in tedesco Santa Maria im Münstertal, ufficiale insieme alla dizione romancia fino al 1995, desueto; in italiano Santa Maria Val Monastero, desueto) è una frazione di 346 abitanti del comune svizzero di Val Müstair, nella regione Engiadina Bassa/Val Müstair (Canton Grigioni).

## Geografia fisica
Santa Maria Val Müstair è situato in Val Monastero, sul lato destro del rio Ram, geograficamente appartenente al bacino idrologico del fiume Adige; dista 73 km da Merano e 125 km da Coira. Il punto più elevato del comune è la cima del Piz Umbrail (3 033 m s.l.m.), che segna il confine con Müstair e Valdidentro. Il Giogo di Santa Maria (Umbrailpass) (2 501 m s.l.m.) è situato sul confine con Valdidentro e Bormio.

## Storia
Già comune autonomo istituito nel 1854 e che si estendeva per 41,70 km², comprendeva anche la frazione di Sielva e gli insediamenti di Büglios, Craistas e Pütschai; il 1º gennaio 2009 è stato accorpato agli altri comuni soppressi di Fuldera, Lü, Müstair, Tschierv e Valchava per formare il nuovo comune di Val Müstair, del quale Santa Maria Val Müstair è il capoluogo.

## Monumenti e luoghi d'interesse

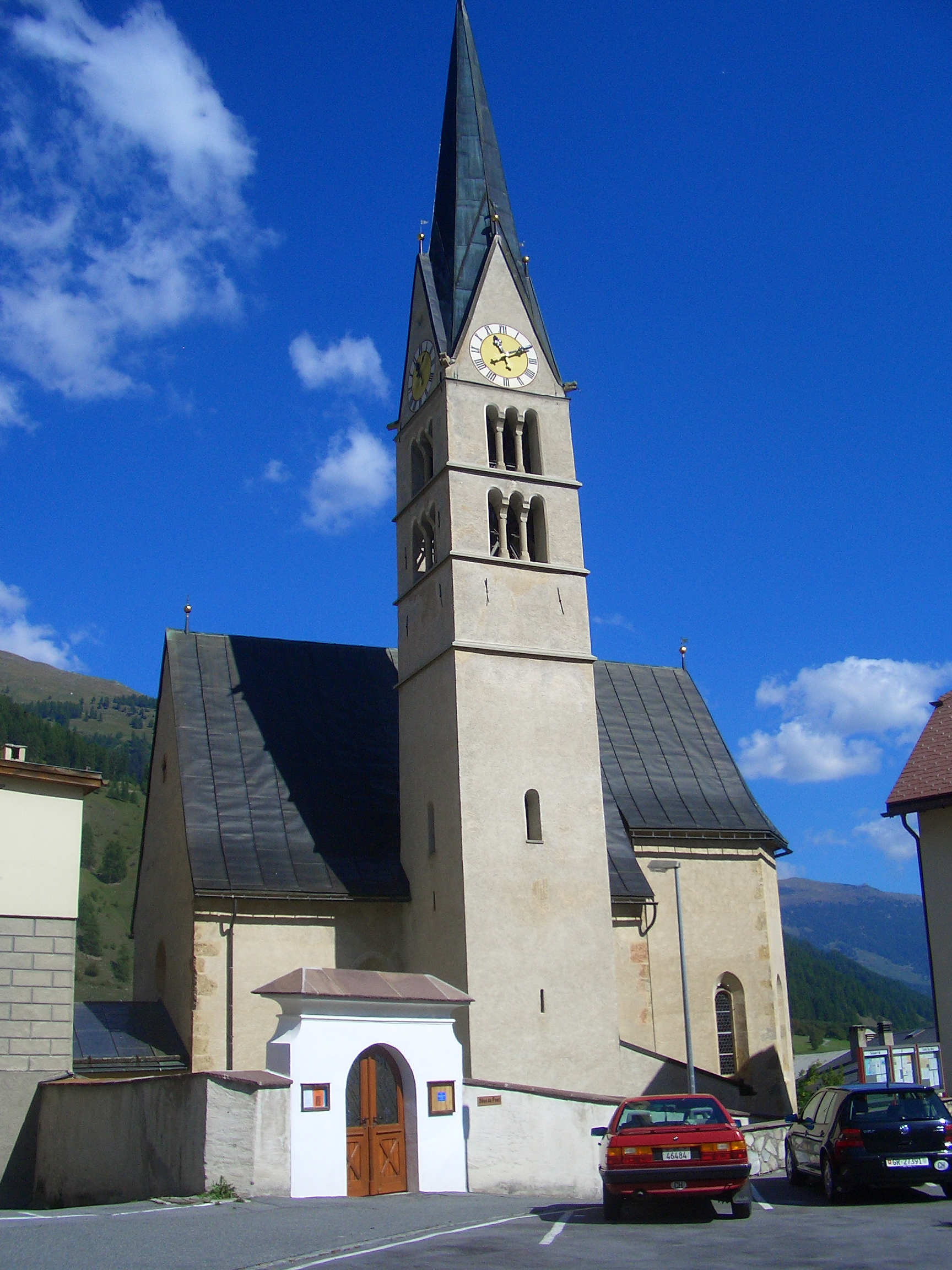
La chiesa riformata

- Chiesa riformata, eretta nel 1492[1];
- Mulino per la brillatura dell'orzo;
- Museo della prima guerra mondiale[senza fonte];
- Manifattura tessile[1] con la tradizionale tessitura a mano[senza fonte].

## Società

### Evoluzione demografica
L'evoluzione demografica è riportata nella seguente tabella:
Abitanti censiti

### Lingue e dialetti
| Lingue a Santa Maria Val Müstair | Lingue a Santa Maria Val Müstair | Lingue a Santa Maria Val Müstair | Lingue a Santa Maria Val Müstair | Lingue a Santa Maria Val Müstair | Lingue a Santa Maria Val Müstair | Lingue a Santa Maria Val Müstair |
| -------------------------------- | -------------------------------- | -------------------------------- | -------------------------------- | -------------------------------- | -------------------------------- | -------------------------------- |
| Lingue                           | Censimento 1980                  | Censimento 1980                  | Censimento 1990                  | Censimento 1990                  | Censimento 2000                  | Censimento 2000                  |
| Lingue                           | Abitanti                         | Percentuale                      | Abitanti                         | Percentuale                      | Abitanti                         | Percentuale                      |
| Tedesco                          | 78                               | 20,63%                           | 106                              | 28,80%                           | 83                               | 26,52%                           |
| Romancio                         | 295                              | 78,04%                           | 259                              | 70,38%                           | 228                              | 72,84%                           |
| Italiano                         | 5                                | 1,32%                            | 3                                | 0,82%                            | 2                                | 0,64%                            |
| Totale                           | 378                              | 100%                             | 368                              | 100%                             | 313                              | 100%                             |

### Religione
La popolazione di Santa Maria Val Müstair professa la religione riformata.

## Economia

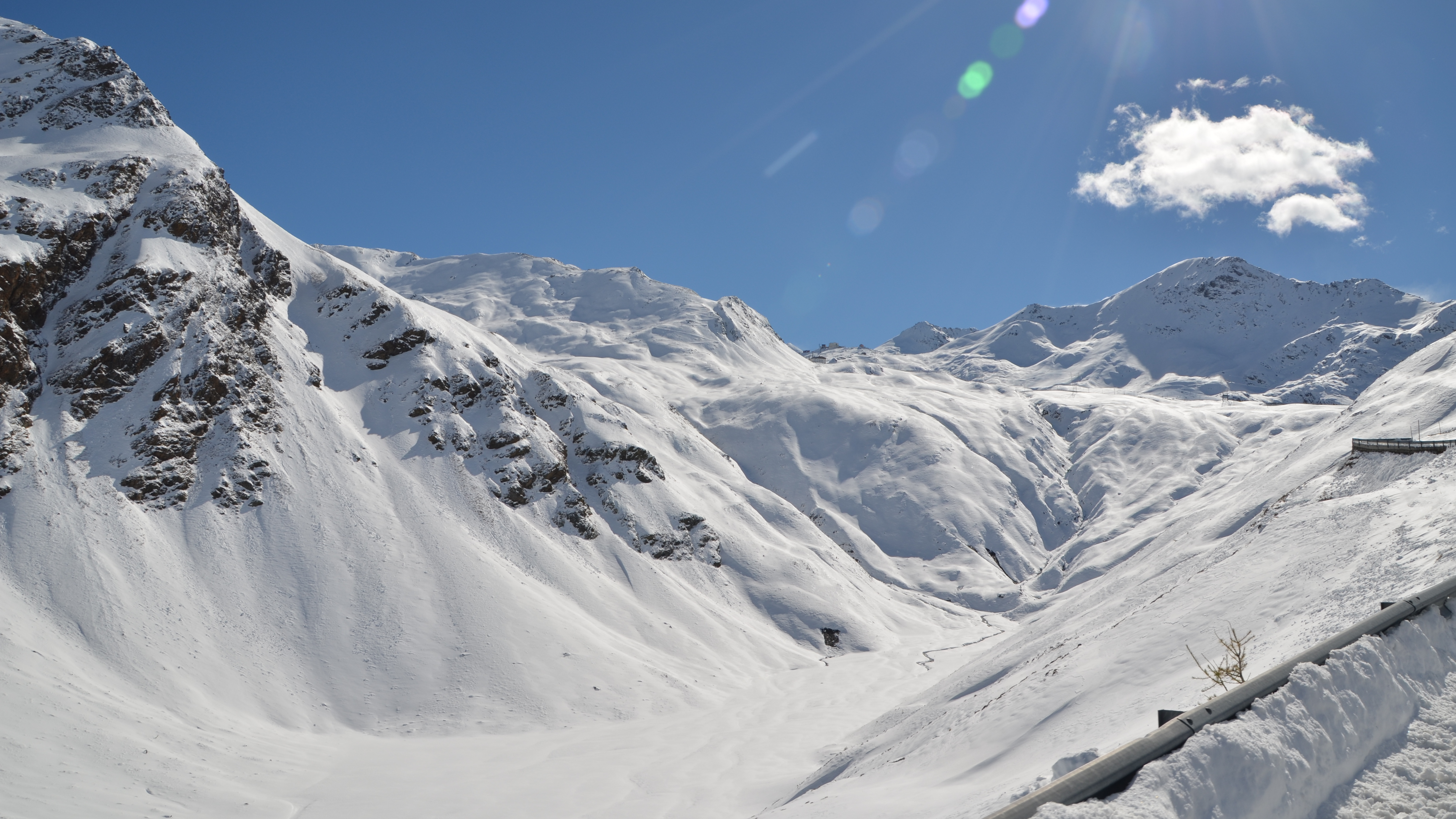
L'alta valle innevata

Santa Maria Val Müstair è una località di villeggiatura estiva (escursionismo nel Parco nazionale svizzero) e invernale (stazione sciistica del passo dello Stelvio).

## Infrastrutture e trasporti
Le stazioni ferroviarie più vicine sono quelle di Malles Venosta (15 km), sulla ferrovia della Val Venosta, e di Zernez (35 km) della Ferrovia Retica, sulla linea Pontresina-Scuol.